# PostNord Danmark
PostNord Danmark eller juridisk Post Danmark A/S er et datterselskab til logistik- og kommunikationskoncernen PostNord, der er ejet af den svenske og den danske stat. Den nuværende virksomhedsmodel kom til verden i juni 2009, da den danske stat overdrog Post Danmark A/S til det svenske moderselskab, der tillige ejede det svenske Posten AB. PostNord er ejet af den svenske og danske stat med hhv. 60 % og 40 % af aktierne, mens stemmerne er fordelt med 50 % til hver. Samtidig med sammenlægningen afhændede Post Danmark en ejerandel i det belgiske postvæsen til kapitalfonden CVC Capital Partners, der i forbindelse med omstruktureringen overlod fondens aktier i Post Danmark til den danske stat.

## Historie
I 1995 blev "Lov om Post Danmark A/S" vedtaget, og postvæsenet blev til et statsligt aktieselskab med staten som eneejer.
I 2000 blev der foretaget gennemgribende ændringer i Post Danmarks struktur med henblik på en overgang fra et statsligt organ til en privat virksomhed.
I 2004 blev alle de hidtidige pakkesorteringscentre lukket, og sorteringen af pakker flyttet til nybyggede pakkecentre i Brøndby, der betjener Østdanmark (postnumre under 5000), og Taulov, der betjener Vestdanmark (postnumre fra 5000).
Med henblik på et salg af aktierne blev fire af Post Danmarks otte brevpostcentre i 2005 nedlagt. De  lå i Høje Taastrup, Odense, Herning og Aalborg og blev omdannet til "hubs", hvorfra den sorterede post videresendes. Alle breve sorteres nu på de store postcentre i København, Fredericia og Aarhus.
Post og pakker sorteres igen på det distributionscenter, hvor den distribueres fra. Et postbud sorterer de pakker, magasiner, breve etc., som han skal bringe ud den dag. Der er indført nye ledelsesfilosofier efter Excellence-modellen, og automatiseringen af produktionen er blevet skærpet.
De moderne postcentre er indrettet som "postfabrikker", og det udførte arbejde kaldes produktion. Der foretages konstant interne målinger af effektivitet og fejlsikkerhed, og de enkelte postcentre kappes om at være bedst.
I 2005 blev 22 % af aktierne i Post Danmark A/S solgt til investeringsfonden CVC Capital, der i 2009 solgte dem tilbage til den danske stat.
Den 24. juni 2009 blev Post Danmark og Posten AB lagt sammen under det fælles statsejede selskab PostNord AB.
Fra 1. januar 2012 er der krav om brevkasse(r)/brevkasseanlæg ved skel i Danmark.
I 2016 iværksatte Post Danmark en kampagne omkring varemærket PostNord. Dette medfører blandt andet, at virksomheden kalder sig PostNord Danmark, og at virksomhedens visuelle tilstedeværelse, på nær de ikoniske røde postkasser og det røde logo med posthornet, skifter farve til en kendetegnende blå farve, som benyttes af hele PostNord-koncernen. PostNords selskab i Danmark hedder dog officielt stadig Post Danmark A/S.
Den 6. marts 2025 offentliggjorde PostNord Danmark, at de fra nytårsskiftet 2025/2026 ikke længere vil omdele breve. Det sidste brev omdeles d. 30. december 2025.

## Ledelse
Administrerende direktører
- 1995–2009 Helge Israelsen
- 2009–2014 Knud Børge Pedersen[7]
- 2015–2016 Henning Christensen[7]
- 2016–2023 Peter Kjær Jensen [8]
- 2023– Kim Pedersen[9]